# Football League One 2018-2019
La EFL League One 2018-2019, conosciuta anche con il nome di Sky Bet League One per motivi di sponsorizzazione, è stato il 92º campionato inglese di calcio di terza divisione, nonché il 15º con la denominazione di League One. La stagione regolare è stata disputata tra il 4 agosto 2018 ed il 4 maggio 2019, mentre i play off si sono svolti tra l'11 ed il 26 maggio 2019. Ad aggiudicarsi il titolo è stato il neopromosso Luton Town, al terzo successo nella competizione. Le altre due promozioni in Championship sono state invece conseguite dal Barnsley (2º classificato) e dal Charlton Athletic (vincitore dei play off).
Capocannoniere del torneo è stato James Collins (Luton Town) con 25 reti.

## Stagione

### Novità
Al termine della stagione precedente sono saliti direttamente in Championship il Wigan Athletic ed il Blackburn Rovers, che sono arrivati rispettivamente 1° e 2° al termine della stagione regolare, mentre il Rotherham United, piazzatosi 4°, è riuscito a raggiungere la promozione attraverso i play-off. 
I tre club promossi erano appena scesi dalla serie superiore. L'Oldham Athletic (21°), il Northampton Town (22°), il Milton Keynes Dons (23°) ed il Bury (24°) non sono riusciti, invece, a mantenere la categoria e sono retrocessi in League Two.
Queste sette squadre sono state rimpiazzate dalle tre retrocesse dalla Championship: Barnsley, Burton Albion e Sunderland (che scende dopo 31 anni nel terzo livello del calcio inglese) e dalle quattro promosse provenienti dalla League Two: Accrington Stanley (la cui ultima apparizione nella categoria risaliva ormai al lontano 1959-60, quando era ancora in attività la vecchia società), Luton Town, Wycombe Wanderers e Coventry City.

### Formula
Le prime due classificate, più la vincente dei play off tra le squadre giunte dal 3º al 6º posto, vengono promosse in Championship, mentre le ultime quattro classificate retrocedono in League Two.

## Squadre partecipanti
| Squadra             | Stagione | Città              | Stadio                             | Stagione precedente                       |
| ------------------- | -------- | ------------------ | ---------------------------------- | ----------------------------------------- |
| Accrington Stanley  | dettagli | Accrington         | Crown Ground                       | 1º posto in EFL League Two, promosso      |
| AFC Wimbledon       | dettagli | Londra (Wimbledon) | Kingsmeadow (Kingston upon Thames) | 18º posto in EFL League One               |
| Barnsley            | dettagli | Barnsley           | Oakwell                            | 22º posto in EFL Championship, retrocesso |
| Blackpool           | dettagli | Blackpool          | Bloomfield Road                    | 12º posto in EFL League One               |
| Bradford City       | dettagli | Bradford           | Valley Parade                      | 11º posto in EFL League One               |
| Bristol Rovers      | dettagli | Bristol            | Memorial Stadium                   | 13º posto in EFL League One               |
| Burton Albion       | dettagli | Burton upon Trent  | Pirelli Stadium                    | 23º posto in EFL Championship, retrocesso |
| Charlton Athletic   | dettagli | Londra (Charlton)  | The Valley                         | 6º posto in EFL League One                |
| Coventry City       | dettagli | Coventry           | Ricoh Arena                        | 6º posto in EFL League Two, promosso      |
| Doncaster Rovers    | dettagli | Doncaster          | Keepmoat Stadium                   | 15º posto in EFL League One               |
| Fleetwood Town      | dettagli | Fleetwood          | Highbury Stadium                   | 14º posto in EFL League One               |
| Gillingham          | dettagli | Gillingham         | Priestfield Stadium                | 17º posto in EFL League One               |
| Luton Town          | dettagli | Luton              | Kenilworth Road                    | 2º posto in EFL League Two, promosso      |
| Oxford United       | dettagli | Oxford             | Kassam Stadium                     | 16º posto in EFL League One               |
| Peterborough United | dettagli | Peterborough       | London Road                        | 9º posto in EFL League One                |
| Plymouth Argyle     | dettagli | Plymouth           | Home Park                          | 7º posto in EFL League One                |
| Portsmouth          | dettagli | Portsmouth         | Fratton Park                       | 8º posto in EFL League One                |
| Rochdale            | dettagli | Rochdale           | Spotland Stadium                   | 20º posto in EFL League One               |
| Scunthorpe United   | dettagli | Scunthorpe         | Glanford Park                      | 5º posto in EFL League One                |
| Shrewsbury Town     | dettagli | Shrewsbury         | New Meadow                         | 3º posto in EFL League One                |
| Southend United     | dettagli | Southend-on-Sea    | Roots Hall                         | 10º posto in EFL League One               |
| Sunderland          | dettagli | Sunderland         | Stadium of Light                   | 24º posto in EFL Championship, retrocesso |
| Walsall             | dettagli | Walsall            | Bescot Stadium                     | 19º posto in EFL League One               |
| Wycombe Wanderers   | dettagli | High Wycombe       | Adams Park                         | 3º posto in EFL League Two, promosso      |

## Allenatori e primatisti
| Squadra             | Manager                                                                                             | Calciatore più presente (tra parentesi il numero delle presenze) | Cannoniere (tra parentesi il numero dei gol) |
| ------------------- | --------------------------------------------------------------------------------------------------- | ---------------------------------------------------------------- | -------------------------------------------- |
| Accrington Stanley  | John Coleman                                                                                        | Mark Hughes (46)                                                 | Sean McConville (15)                         |
| AFC Wimbledon       | Neal Ardley (1ª-17ª) Simon Bassey (18ª-20ª) Wally Downes (21ª-46ª)                                  | Joe Pigott (40)                                                  | Joe Pigott (15)                              |
| Barnsley            | Danield Stendel                                                                                     | Alex Mowatt, Ethan Pinnock, Mamadou Thiam (46)                   | Kieffer Moore (17)                           |
| Blackpool           | Gary Bowyer (1ª) Terry McPhillips (2ª-46ª)                                                          | Armand Gnanduillet (43)                                          | Armand Gnanduillet (10)                      |
| Bradford City       | Michael Collins (1ª-6ª) David Hopkin (7ª-34ª) Martin Drury (35ª-46ª)                                | Eoin Doyle (44)                                                  | Eoin Doyle (11)                              |
| Bristol Rovers      | Darrell Clarke (1ª-21ª) Graham Coughlan (22ª-46ª)                                                   | Tony Craig (46)                                                  | Jonson Clarke-Harris (11)                    |
| Burton Albion       | Nigel Clough                                                                                        | Lucas Akins (46)                                                 | Lucas Akins (13)                             |
| Charlton Athletic   | Lee Bowyer                                                                                          | Lyle Taylor (41)                                                 | Lyle Taylor (21)                             |
| Coventry City       | Mark Robins                                                                                         | Luke Thomas (43)                                                 | Jordi Hiwula-Mayifuila (12)                  |
| Doncaster Rovers    | Grant McCann                                                                                        | Danny Andrew, Mallik Wilks (46)                                  | John Marquis (21)                            |
| Fleetwood Town      | Joey Barton                                                                                         | Alex Cairns (46)                                                 | Ched Evans (17)                              |
| Gillingham          | Steve Lovell (1ª-44ª) Mark Patterson (45ª-46ª)                                                      | Tomáš Holý (46)                                                  | Tom Eaves (21)                               |
| Luton Town          | Nathan Jones (1ª-26ª) Mick Harford (27ª) Iñigo Idiakez Barkaiztegi (28ª-30ª) Mick Harford (31ª-46ª) | Pelly Ruddock-Mpanzu, Matty Pearson (46)                         | James Collins (25)                           |
| Oxford United       | Karl Robinson                                                                                       | Curtis Nelson (46)                                               | James Henry (11)                             |
| Peterborough United | Steve Evans (1ª-28ª) Darren Ferguson (29ª-46ª)                                                      | Ivan Toney (44)                                                  | Ivan Toney (16)                              |
| Plymouth Argyle     | Derek Adams (1ª-45ª) Kevin Nancekivell (46ª)                                                        | Freddie Ladapo (45)                                              | Freddie Ladapo (18)                          |
| Portsmouth          | Kenny Jackett                                                                                       | Matt Clarke, Craig MacGillivray (46)                             | Jamal Lowe (15)                              |
| Rochdale            | Keith Hill (1ª-34ª) Brian Barry-Murphy (35ª-46ª)                                                    | Ian Henderson (45)                                               | Ian Henderson (20)                           |
| Scunthorpe United   | Nick Daws (1ª-4ª) Andy Dawson (5ª) Stuart McCall (6ª-39ª) Andy Dawson (40ª-46ª)                     | Lee Novak (43)                                                   | Lee Novak (12)                               |
| Shrewsbury Town     | John Askey (1ª-17ª) Danny Coyne (18ª-20ª) Sam Ricketts (21ª-46ª)                                    | Luke Waterfall (44)                                              | Fejiri Okenabirhie (10)                      |
| Southend United     | Chris Powell (1ª-39ª) Ricky Duncan (40ª) Kevin Bond (41ª-46ª)                                       | Simon Cox (45)                                                   | Simon Cox (15)                               |
| Sunderland          | Jack Ross                                                                                           | Jon McLaughlin (46)                                              | Josh Maja (15)                               |
| Walsall             | Dean Keates (1ª-41ª) Martin O'Connor (42ª-46ª)                                                      | Luke Leahy (44)                                                  | Andy Cook (13)                               |
| Wycombe Wanderers   | Gareth Ainsworth                                                                                    | Jason McCarthy (44)                                              | Adebayo Akinfenwa (8)                        |

## Classifica finale
|  | Pos. | Squadra            | Pt | G  | V  | N  | P  | GF | GS | DR  |
|  | ---- | ------------------ | -- | -- | -- | -- | -- | -- | -- | --- |
|  | 1.   | Luton Town         | 94 | 46 | 27 | 13 | 6  | 90 | 42 | +48 |
|  | 2.   | Barnsley           | 91 | 46 | 26 | 13 | 7  | 80 | 39 | +41 |
|  | 3.   | Charlton           | 88 | 46 | 26 | 10 | 10 | 73 | 40 | +33 |
|  | 4.   | Portsmouth         | 88 | 46 | 25 | 13 | 8  | 83 | 51 | +32 |
|  | 5.   | Sunderland         | 85 | 46 | 22 | 19 | 5  | 80 | 47 | +33 |
|  | 6.   | Doncaster          | 73 | 46 | 20 | 13 | 13 | 76 | 58 | +18 |
|  | 7.   | Peterborough Utd   | 72 | 46 | 20 | 12 | 14 | 71 | 62 | +9  |
|  | 8.   | Coventry City      | 65 | 46 | 17 | 11 | 18 | 54 | 54 | 0   |
|  | 9.   | Burton Albion      | 63 | 46 | 17 | 12 | 17 | 66 | 57 | +9  |
|  | 10.  | Blackpool          | 62 | 46 | 15 | 17 | 14 | 50 | 52 | -2  |
|  | 11.  | Fleetwood Town     | 61 | 46 | 16 | 13 | 17 | 58 | 52 | +6  |
|  | 12.  | Oxford Utd         | 60 | 46 | 15 | 15 | 16 | 58 | 64 | -6  |
|  | 13.  | Gillingham         | 55 | 46 | 15 | 10 | 21 | 61 | 72 | -11 |
|  | 14.  | Accrington Stanley | 55 | 46 | 14 | 13 | 19 | 51 | 67 | -16 |
|  | 15.  | Bristol Rovers     | 54 | 46 | 13 | 15 | 18 | 47 | 50 | -3  |
|  | 16.  | Rochdale           | 54 | 46 | 15 | 9  | 22 | 54 | 87 | -33 |
|  | 17.  | Wycombe            | 53 | 46 | 14 | 11 | 21 | 55 | 67 | -12 |
|  | 18.  | Shrewsbury Town    | 52 | 46 | 12 | 16 | 18 | 51 | 59 | -8  |
|  | 19.  | Southend Utd       | 50 | 46 | 14 | 8  | 24 | 55 | 68 | -13 |
|  | 20.  | AFC Wimbledon      | 50 | 46 | 13 | 11 | 22 | 42 | 63 | -21 |
|  | 21.  | Plymouth           | 50 | 46 | 13 | 11 | 22 | 56 | 80 | -26 |
|  | 22.  | Walsall            | 47 | 46 | 12 | 11 | 23 | 49 | 71 | -22 |
|  | 23.  | Scunthorpe Utd     | 46 | 46 | 12 | 10 | 24 | 53 | 83 | -30 |
|  | 24.  | Bradford City      | 41 | 46 | 11 | 8  | 28 | 49 | 77 | -28 |

Legenda:
      Promosso in EFL Championship 2019-2020.
  Ammesso ai play-off.
      Retrocesso in EFL League Two 2019-2020.
Regolamento:
Tre punti a vittoria, uno a pareggio, zero a sconfitta.
In caso di arrivo di due o più squadre a pari punti, la graduatoria verrà stilata secondo i seguenti criteri:
- differenza reti
- maggior numero di gol segnati
- classifica avulsa
- spareggio

Note:

Plymouth Argyle retrocesso in League Two per peggior differenza reti rispetto agli ex aequo Southend United ed AFC Wimbledon.

## Spareggi

### Play-off

#### Tabellone
|  | Semifinali | Semifinali         | Semifinali | Semifinali | Semifinali |  |  | Finale | Finale     | Finale |  |
|  |            |                    |            |            |            |  |  |        |            |        |  |
|  | 6          | Doncaster          | 1          | 3          | 4          |  |  |        |            |        |  |
|  | 3          | Charlton (4-3 dcr) | 2          | 2          | 4          |  |  | 3      | Charlton   | 2      |  |
|  | 5          | Sunderland         | 1          | 0          | 1          |  |  | 5      | Sunderland | 1      |  |
|  | 4          | Portsmouth         | 0          | 0          | 0          |  |  |        |            |        |  |

#### Semifinali
|                   | Risultati     |                   | Luogo e data               |
| ----------------- | ------------- | ----------------- | -------------------------- |
| Sunderland        | 1-0           | Portsmouth        | Sunderland, 11 maggio 2019 |
| Portsmouth        | 0-0           | Sunderland        | Portsmouth, 16 maggio 2019 |
|                   |               |                   |                            |
| Doncaster Rovers  | 1-2           | Charlton Athletic | Doncaster, 12 maggio 2019  |
| Charlton Athletic | 2-3 (4-3 dcr) | Doncaster Rovers  | Londra, 17 maggio 2019     |
|                   |               |                   |                            |

#### Finale
|                   | Risultato |            | Luogo e data                     |
| ----------------- | --------- | ---------- | -------------------------------- |
| Charlton Athletic | 2-1       | Sunderland | Londra (Wembley), 26 maggio 2019 |
|                   |           |            |                                  |

## Statistiche

### Squadre

#### Primati stagionali
Squadre
- Maggior numero di vittorie: Luton Town (27)
- Minor numero di vittorie: Bradford City (11)
- Maggior numero di pareggi Sunderland (19)
- Minor numero di pareggi: Bradford City e Southend United (8)
- Maggior numero di sconfitte: Bradford City (28)
- Minor numero di sconfitte: Sunderland (5)
- Miglior attacco: Luton Town (90 gol fatti)
- Peggior attacco: AFC Wimbledon (42 gol fatti)
- Miglior difesa: Barnsley (39 gol subiti)
- Peggior difesa: Rochdale (87 gol subiti)
- Maggior numero di clean sheet: Barnsley (21)
- Minor numero di clean sheet: Accrington Stanley e Plymouth Argyle (6)
- Miglior differenza reti: Luton Town (+48)
- Peggior differenza reti: Rochdale (-33)
- Maggior numero di vittorie consecutive: Luton Town e Portsmouth (7)
- Maggior numero di sconfitte consecutive: AFC Wimbledon (8)
- Miglior sequenza di risultati utili: Luton Town (28 gare)
- Peggior sequenza di risultati negativi: Southend United (15 gare)

Partite
- Partita con più reti: Sunderland-Coventry City 4-5 (9)
- Partita con maggiore scarto di gol: Doncaster Rovers-Rochdale 5-0 e Scunthorpe United-Fleetwood Town 0-5 (5)

### Individuali

#### Classifica marcatori
| Gol | Rigori |  | Giocatore            | Squadra                                |
| --- | ------ |  | -------------------- | -------------------------------------- |
| 25  | 6      |  | James Collins        | Luton Town                             |
| 21  | 8      |  | Lyle Taylor          | Charlton                               |
| 21  | 2      |  | John Marquis         | Doncaster                              |
| 21  | 1      |  | Tom Eaves            | Gillingham                             |
| 20  | 5      |  | Ian Henderson        | Rochdale                               |
| 18  |        |  | Freddie Ladapo       | Plymouth                               |
| 17  | 5      |  | Ched Evans           | Fleetwood Town                         |
| 17  | 1      |  | Kieffer Moore        | Barnsley                               |
| 16  | 3      |  | Jonson Clarke-Harris | Bristol Rovers (11), Coventry City (5) |
| 16  | 2      |  | Cauley Woodrow       | Barnsley                               |
| 16  |        |  | Ivan Toney           | Peterborough                           |